# Damage (H.E.R.)
Damage è un singolo della cantante statunitense H.E.R., pubblicato il 21 ottobre 2020 come secondo estratto dall'album in studio di debutto Back of My Mind. Il brano è stato candidato al Grammy Award alla miglior interpretazione R&B.

## Descrizione
Il brano, scritto da H.E.R., Ant Clemons, Carl McCormick, Tiara Thomas, Jimmy Jam & Terry Lewis, presenta un campionamento del brano Making Love in the Rain del trombettista Herb Alpert.

## Accoglienza
Reed Jackson, recensendo l'album per Pitchfork, si sofferma sul brano apprezzandone la produzione, definita «morbida e ispirata agli anni '80», in cui «la delicata sfumatura vocale di H.E.R. si sposa magnificamente con il ritmo».

## Riconoscimenti
Grammy Award
- 2022 - Candidatura alla miglior interpretazione R&B[2]

American Music Award
- 2021 - Candidatura alla canzone R&B/Soul preferita[5]

iHeartRadio Music Awards
- 2020 - Candidatura alla canzone R&B dell'anno[6]

NAACP Image Award
- 2022 - Candidatura alla miglior canzone R&B/Soul[7]

## Tracce
Testi di H.E.R., Ant Clemons, Carl McCormick, Tiara Thomas, Jimmy Jam & Terry Lewis, musiche di Cardiak, Jeff "Gitty" Gitelman, Herb Alpert.
1. Damage – 3:43

## Video musicale
Il video musicale è stato pubblicato il 21 ottobre 2020. È stato girato al Roxie Theatre di Los Angeles, dove H.E.R. si è esibita con la sua band.

## Classifiche
| Classifica (2020)         | Posizione massima |
| ------------------------- | ----------------- |
| Stati Uniti               | 44                |
| Stati Uniti (R&B/Hip-Hop) | 16                |